# Copa del Rey 1913
Die Copa del Rey 1913 bezeichnet zwei im Jahr 1913 ausgetragene spanische Fußballpokale. Das offizielle Turnier wurde in Madrid ausgetragen, ein inoffizielles Turnier fand in Barcelona statt mit Titelverteidiger FC Barcelona. Beide Sieger sind jedoch mittlerweile offiziell vom spanischen Verband als spanische Pokalsieger des Jahres 1913 anerkannt.

## Copa FEF (in Madrid)
Der Wettbewerb startete am 16. März und endete am 23. März 1913 mit dem (wiederholten) Endspiel zwischen Racing Club de Irún und Athletic Bilbao, das Irun mit 1:0 für sich entschied. Außerdem nahmen der FC España, der Madrid FC und Vigo Sporting Club am Turnier teil. Alle Spiele wurden im Madrider Estadio de O’Donnell ausgetragen.

### 1. Runde
| Datum         |           | Ergebnis |                    |
| ------------- | --------- | -------- | ------------------ |
| 16. März 1913 | FC España | 1:0      | Vigo Sporting Club |

### Halbfinale
| Datum         |                     | Ergebnis |           |
| ------------- | ------------------- | -------- | --------- |
| 17. März 1913 | Athletic Bilbao     | 3:0      | Madrid FC |
| 18. März 1913 | Racing Club de Irún | 1:0      | FC España |

### Finale
Das Spiel endete 2:2 nach regulärer Spielzeit, beide Teams einigten sich darauf, das Spiel um 30 Minuten zu verlängern. Da auch in dieser Zeit keine Tore fielen und die Dämmerung hereinbrach, mussten beide Mannschaften das Finale am darauffolgenden Tag wiederholen.
| Racing Club de Irún                            | Racing Club de Irún | Athletic Bilbao | Athletic Bilbao |
| ---------------------------------------------- | --- | --- | --------------- |
| Racing Club de Irún                            | \| Finale \| \| 22. März 1913 in Madrid (Estadio de O’Donnell) \| \| Ergebnis: 2:2 n. V. (2:2, 2:1) \| \| Zuschauer: – \| \| Schiedsrichter: Rodríguez \| \| Spielbericht \| | \| Finale \| \| 22. März 1913 in Madrid (Estadio de O’Donnell) \| \| Ergebnis: 2:2 n. V. (2:2, 2:1) \| \| Zuschauer: – \| \| Schiedsrichter: Rodríguez \| \| Spielbericht \| | Athletic Bilbao |
| Racing Club de Irún                            | Ayestarán – Manuel Carrasco, Arocena – Boada, Izaguirre, Rodríguez – San Bartolomé, Iñarra, Patricio Arabolaza, Retegui, Ignacio Arabolaza                                   | Cecilio Ibarreche – Luis Hurtado, Luis María Solaun – Esteban Eguía, Belauste I , Luis Iceta – Belauste II, Severino Zuazo, Pichichi, Cortadi, Pinillos                      | Athletic Bilbao |
| Racing Club de Irún                            | 1:0 P. Arabolaza (1. H.) 2:0 Retegui (1. H.) | 2:1 Pichichi (1. H.) 2:2 Belauste II (2. H.) | Athletic Bilbao |
| Finale                                         | | |                 |
| 22. März 1913 in Madrid (Estadio de O’Donnell) | | |                 |
| Ergebnis: 2:2 n. V. (2:2, 2:1)                 | | |                 |
| Zuschauer: –                                   | | |                 |
| Schiedsrichter: Rodríguez                      | | |                 |
| Spielbericht                                   | | |                 |

#### Wiederholungsspiel
| Racing Club de Irún                            | Racing Club de Irún | Athletic Bilbao | Athletic Bilbao |
| ---------------------------------------------- | --- | --- | --------------- |
| Racing Club de Irún                            | \| Finale (Wiederholungsspiel) \| \| 23. März 1913 in Madrid (Estadio de O’Donnell) \| \| Ergebnis: 1:0 (0:0) \| \| Zuschauer: – \| \| Schiedsrichter: Manuel Prast (Madrid) \| \| Spielbericht \| | \| Finale (Wiederholungsspiel) \| \| 23. März 1913 in Madrid (Estadio de O’Donnell) \| \| Ergebnis: 1:0 (0:0) \| \| Zuschauer: – \| \| Schiedsrichter: Manuel Prast (Madrid) \| \| Spielbericht \| | Athletic Bilbao |
| Racing Club de Irún                            | Ayestarán – Manuel Carrasco, Arocena – Boada, Izaguirre, Echart – San Bartolomé, Iñarra, Patricio Arabolaza, Retegui, Ignacio Arabolaza                                                            | Cecilio Ibarreche – Luis Hurtado, Luis María Solaun – Esteban Eguía, Belauste I , Luis Iceta – Aquilino Acedo, Severino Zuazo, Pichichi, Cortadi, Pinillos                                         | Athletic Bilbao |
| Racing Club de Irún                            | 1:0 Retegui (70.) | | Athletic Bilbao |
| Racing Club de Irún                            | Pinillos scheidet nach dem Seitenwechsel verletzt aus. | | Athletic Bilbao |
| Finale (Wiederholungsspiel)                    | | |                 |
| 23. März 1913 in Madrid (Estadio de O’Donnell) | | |                 |
| Ergebnis: 1:0 (0:0)                            | | |                 |
| Zuschauer: –                                   | | |                 |
| Schiedsrichter: Manuel Prast (Madrid)          | | |                 |
| Spielbericht                                   | | |                 |

Damit gewann Racing Club de Irún knapp seinen ersten spanischen Pokal gegen Athletic Bilbao, einen der beiden damaligen Rekordsieger (4 Titel neben Madrid FC).

### Siegermannschaft
| 1.                           | Racing Club de Irún |

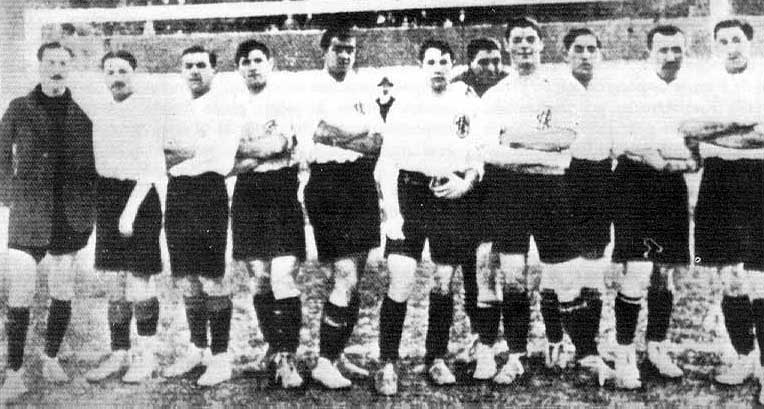
Die Siegermannschaft von Racing Club de Irún

| Logo von Racing Club de Irún | - Tor: Ayestarán - Abwehr: Arocena, Manuel Carrasco - Mittelfeld: Boada, Echart, Izaguirre, Rodríguez - Sturm: Ignacio Arabolaza, Patricio Arabolaza, San Bartolomé, Iñarra, Retegui - Trainer: – |

## Copa UECF (in Barcelona)
Ursprünglich sollten an diesem Turnier in Barcelona drei Mannschaften teilnehmen, die Mannschaft von FC Pontevedra zog sich jedoch kurz vor Turnierbeginn zurück, sodass Real Sociedad San Sebastián und der FC Barcelona den Titel unter sich ausspielten. Nach einem Hin-, einem Rück- und einem Wiederholungsspiel zwischen dem 16. und 23. März 1913 ging der FC Barcelona als Pokalsieger hervor.

### Finale

#### Hinspiel
| Real Sociedad San Sebastián                            | Real Sociedad San Sebastián | FC Barcelona | FC Barcelona |
| ------------------------------------------------------ | --- | --- | ------------ |
| Real Sociedad San Sebastián                            | \| Finale (Hinspiel) \| \| 16. März 1913 in Barcelona (Camp del Carrer Indústria) \| \| Ergebnis: 2:2 (1:0) \| \| Zuschauer: – \| \| Schiedsrichter: Angosto \| \| Spielbericht \|     | \| Finale (Hinspiel) \| \| 16. März 1913 in Barcelona (Camp del Carrer Indústria) \| \| Ergebnis: 2:2 (1:0) \| \| Zuschauer: – \| \| Schiedsrichter: Angosto \| \| Spielbericht \| | FC Barcelona |
| Real Sociedad San Sebastián                            | Ramón Anechino – José Ángel Berraondo, Mariano Arrate – Arruti, Alberto Machimbarrena, Barandiarán – Juan Ramón Artola, Domingo Arrillaga, Eusebio Leturia, Alfonso Sena, José Minondo | Luis Reñé – Irízar, Manuel Amechazurra – Castejón, Alfredo Massana, Bori – Romà Forns, Josep Oller, Berdié, Apolinario Rodríguez, Enrique Peris                                    | FC Barcelona |
| Real Sociedad San Sebastián                            | 1:0 Arrillaga (1. H.) 2:2 Artola (89.) | 1:1 Forns (2. H.) 1:2 Apolinario (2. H.) | FC Barcelona |
| Finale (Hinspiel)                                      | | |              |
| 16. März 1913 in Barcelona (Camp del Carrer Indústria) | | |              |
| Ergebnis: 2:2 (1:0)                                    | | |              |
| Zuschauer: –                                           | | |              |
| Schiedsrichter: Angosto                                | | |              |
| Spielbericht                                           | | |              |

| Finale (Hinspiel)                                      |
| 16. März 1913 in Barcelona (Camp del Carrer Indústria) |
| Ergebnis: 2:2 (1:0)                                    |
| Zuschauer: –                                           |
| Schiedsrichter: Angosto                                |
| Spielbericht                                           |

| Copa del Rey 1913 (UECF)                | Copa del Rey 1913 (UECF)                                 |
| --------------------------------------- | -------------------------------------------------------- |
|                                         |                                                          |
| Pokalsieger                             | FC Barcelona (3. Titel)                                  |
| Austragungsort                          | Camp del Carrer Indústria, Barcelona                     |
| Beginn                                  | 16. März 1913                                            |
| Finale                                  | 16. März 1913 (HS) 17. März 1913 (RS) 23. März 1913 (WS) |
| Mannschaften                            | 2                                                        |
| Spiele                                  | 3                                                        |
| Tore                                    | 7 (ø 2,33 pro Spiel)                                     |
| Torschützenkönig                        | Apolinario Rodríguez (2)                                 |
| ← Copa del Rey 1912 Copa del Rey 1914 → |                                                          |

#### Rückspiel
Da es sowohl im Hin- als auch im Rückspiel keine Sieger gab, die Auswärtstorregel nicht existierte und am Ende des Rückspiels bereits die Dämmerung hereinbrach, einigten sich beide Teams auf ein Wiederholungsspiel.
| FC Barcelona                                           | FC Barcelona | Real Sociedad San Sebastián | Real Sociedad San Sebastián |
| ------------------------------------------------------ | --- | --- | --------------------------- |
| FC Barcelona                                           | \| Finale (Rückspiel) \| \| 17. März 1913 in Barcelona (Camp del Carrer Indústria) \| \| Ergebnis: 0:0 \| \| Zuschauer: – \| \| Schiedsrichter: Angosto \| \| Spielbericht \| | \| Finale (Rückspiel) \| \| 17. März 1913 in Barcelona (Camp del Carrer Indústria) \| \| Ergebnis: 0:0 \| \| Zuschauer: – \| \| Schiedsrichter: Angosto \| \| Spielbericht \|                                     | Real Sociedad San Sebastián |
| FC Barcelona                                           | Luis Reñé – Irízar (Berrondo), Manuel Amechazurra – Castejón, Alfredo Massana, Bori – Romà Forns, Josep Oller, Apolinario Rodríguez, Paulino Alcántara, Enrique Peris         | Agustín Eizaguirre – José Ángel Berraondo, Mariano Arrate – Arruti, Alberto Machimbarrena, Eusebio Leturia – R. Fernández, Alfonso Sena, Domingo Arrillaga (Francisco Larrañaga), José Minondo, Juan Ramón Artola | Real Sociedad San Sebastián |
| FC Barcelona                                           | Berrondo ersetzt den verletzten Irízar. (1. H.) | Larrañaga ersetzt den verletzten Arrillaga. (1. H.) | Real Sociedad San Sebastián |
| Finale (Rückspiel)                                     | | |                             |
| 17. März 1913 in Barcelona (Camp del Carrer Indústria) | | |                             |
| Ergebnis: 0:0                                          | | |                             |
| Zuschauer: –                                           | | |                             |
| Schiedsrichter: Angosto                                | | |                             |
| Spielbericht                                           | | |                             |

#### Wiederholungsspiel
| FC Barcelona                                           | FC Barcelona | Real Sociedad San Sebastián | Real Sociedad San Sebastián |
| ------------------------------------------------------ | --- | --- | --------------------------- |
| FC Barcelona                                           | \| Finale (Wiederholungsspiel) \| \| 23. März 1913 in Barcelona (Camp del Carrer Indústria) \| \| Ergebnis: 2:1 (2:1) \| \| Zuschauer: – \| \| Schiedsrichter: Angosto \| \| Spielbericht \| | \| Finale (Wiederholungsspiel) \| \| 23. März 1913 in Barcelona (Camp del Carrer Indústria) \| \| Ergebnis: 2:1 (2:1) \| \| Zuschauer: – \| \| Schiedsrichter: Angosto \| \| Spielbericht \| | Real Sociedad San Sebastián |
| FC Barcelona                                           | Luis Reñé – Irízar, Manuel Amechazurra – Castejón, Alfredo Massana, Bori – Romà Forns, Josep Oller (Paulino Alcántara), Berdié, Apolinario Rodríguez, Enrique Peris                          | Agustín Eizaguirre – Eguía, Mariano Arrate – Arruti, Alberto Machimbarrena, Eusebio Leturia – Juan Ramón Artola, Alfonso Sena, Domingo Arrillaga, E. Rezola, José Minondo                    | Real Sociedad San Sebastián |
| FC Barcelona                                           | 1:1 Berdié (1. H.) 2:1 Apolinario (1. H.) | 0:1 Rezola (1. H., EM) | Real Sociedad San Sebastián |
| FC Barcelona                                           | Alcántara ersetzt Oller. (1. H.) | | Real Sociedad San Sebastián |
| Finale (Wiederholungsspiel)                            | | |                             |
| 23. März 1913 in Barcelona (Camp del Carrer Indústria) | | |                             |
| Ergebnis: 2:1 (2:1)                                    | | |                             |
| Zuschauer: –                                           | | |                             |
| Schiedsrichter: Angosto                                | | |                             |
| Spielbericht                                           | | |                             |

Der FC Barcelona konnte die bereits dritte Partie nach einem Rückstand drehen und wurde schließlich zum dritten Mal spanischer Pokalsieger. Damit schloss er gleichzeitig zu den damaligen Rekordsiegern Athletic Bilbao und Madrid FC (beide 4 Titel) auf.

### Siegermannschaft
(in Klammern sind die Spiele und Tore angegeben)
| 1.           | FC Barcelona |
| FC Barcelona | - Tor: Luis Reñe (3/-) - Abwehr: Manuel Amechazurra (3/-), Berrondo (1/-), Irízar (3/-) - Mittelfeld: Bori (3/-), Castejón (3/-), Alfredo Massana (3/-) - Sturm: Paulino Alcántara (2/-), Berdié (2/1), Romà Forns (3/1), Josep Oller (3/-), Enrique Peris (3/-), Apolinario Rodríguez (3/2) - Trainer: – |

### Torschützen
| Pl. | Nat.    | Spieler              | Verein                      | Tore |
| --- | ------- | -------------------- | --------------------------- | ---- |
| 1   | Spanier | Apolinario Rodríguez | FC Barcelona                | 2    |
| 2   | Spanier | Domingo Arrillaga    | Real Sociedad San Sebastián | 1    |
| 2   | Spanier | Juan Ramón Artola    | Real Sociedad San Sebastián | 1    |
| 2   | Spanier | Berdié               | FC Barcelona                | 1    |
| 2   | Spanier | Romà Forns           | FC Barcelona                | 1    |
| 2   | Spanier | E. Rezola            | Real Sociedad San Sebastián | 1    |